# Heljan
Heljan er en dansk producent (fra 1957) af modeljernbaner. Heljan producerede i begyndelsen fortrinsvis byggesæt til huse, men har siden udvidet produktionen til også at omfatte lokomotiver og vogne. Først i skala H0, hvor indledningsvis modellen af IC3 gjorde sig bemærket. Senere udvidedes med modeller i skala 00 (1:72) og skala 0 (1:45) til det engelske marked. I 2007 kom de første lokomotiver i stor skala i form af det danske kultlokomotiv litra MY til skala 0 (1:45). Senere følger MY'en i skala 1 (1:32). 
Heljans fabrik ligger i Søndersø på Nordfyn.

## Billedgalleri
- British Rail Class 27
- British Rail Class 33
- British Rail Class 53 Falcon
- D0260 LION